# Seven Hills
Seven Hills är en förort i Brisbanes närområde i Queensland i Australien.